# Marcelle Rumeau
Marcelle Rumeau, née le 1er juin 1912 à Toulouse et décédée le 1er mars 1995 dans la même ville, est une résistante durant la Seconde Guerre mondiale. Elle a été la première femme députée de la Haute-Garonne ; elle appartenait au Parti communiste français.

## Biographie
Marcelle Rumeau est issue d'une famille modeste toulousaine, elle a suivi des études au lycée puis à l'école normale d'institutrices de la Haute-Garonne.
Elle est devenue institutrice puis directrice d'école.
En 1942 elle participe à la création au premier groupe toulousain de résistantes, et adhère au Parti communiste français.
Après la libération elle est candidate aux élections pour son parti, en 1945 pour l'assemblée nationale constituante, puis en 1946 pour les élections législatives. Elle est députée de 1946 à 1951 puis de 1956 à 1958.
Elle compte parmi les premières femmes députées de l'histoire française. 